# Nadczynność tarczycy indukowana jodem
Nadczynność tarczycy indukowana jodem, jod-Basedow (ang. Jod-Basedow effect) – nadczynność tarczycy będąca powikłaniem po jatrogennej, nadmiernej ekspozycji na związki jodu. W części przypadków rozwija się na tle predyspozycji do choroby Gravesa-Basedowa, stąd nazwa eponimiczna. Częściej na nadczynność tarczycy indukowaną jodem zapadają osoby leczone z powodu wola guzkowego lub pojedynczego guzka autonomicznego tarczycy. Jest też rzadkim powikłaniem po zawierających jod środkach kontrastowych, stosowanych np. podczas koronarografii. Termin wprowadził Emil Theodor Kocher w 1910 roku.